# Aka Akasaka

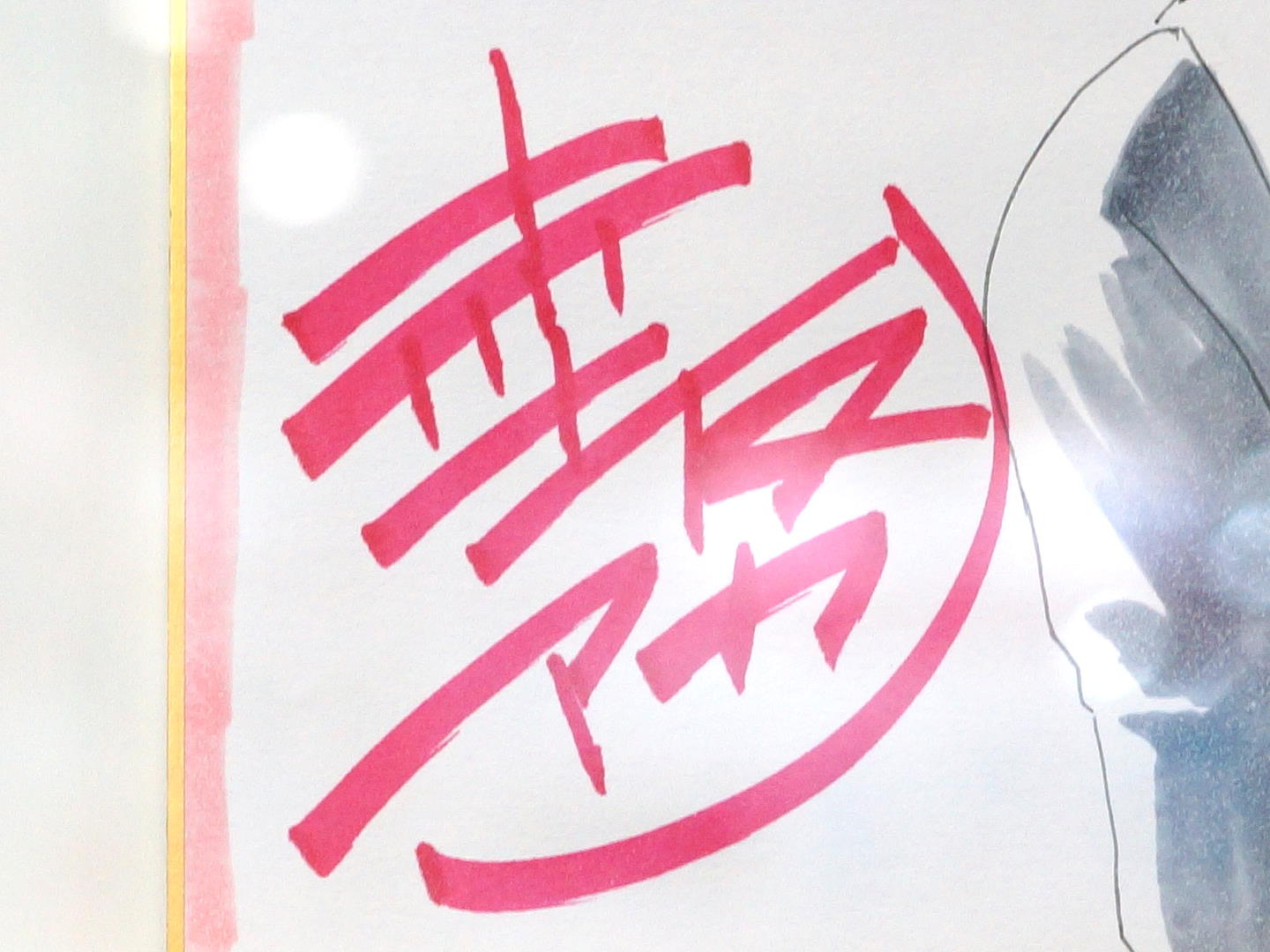
Firma del mangaka

Aka Akasaka (赤坂 アカ?, Akasaka Aka), pseudonimo di Ogawa Hariko (Sado, 29 agosto 1988), è un fumettista giapponese, principalmente noto per essere l'autore delle serie manga Kaguya-sama: Love is War e Oshi no ko - My Star.

## Biografia
Aka Akasaka ha debuttato contribuendo ai disegni del videogioco Visual novel Wonderful Everyday, pubblicato in Giappone nel 2010.
La sua serie Kaguya-sama: Love Is War è stata serializzata su Miracle Jump di Shūeisha da maggio 2015 a gennaio 2016, per poi essere trasferita su Weekly Young Jump a partire da marzo 2016. È stato il nono manga più venduto in Giappone nel 2019, con oltre 4 milioni di copie vendute. Nel 2020, con questo manga ha vinto il 65º Premio Shōgakukan per i manga nella categoria generale. 
A partire da aprile 2020, l'opera Oshi no Ko, da lui scritta ed illustrata da Mengo Yokoyari, viene serializzata su Weekly Young Jump ed è la sua seconda serie attiva sulla rivista nello stesso periodo. Nell'agosto 2021, Oshi no Ko ha vinto il Next Manga Award nella categoria stampa.
Dopo la fine di Kaguya-sama: Love is War, il 3 novembre 2022 ha annunciato che si sarebbe ritirato dal disegno per concentrarsi invece sulla scrittura delle trame.
Nell'aprile 2023, ha iniziato la serializzazione di un nuovo manga, Ren'ai daikō, illustrato da Nishizawa 5mm.

## Opere
- Sayonara Piano Sonata (さよならピアノソナタ) (2011-2012), storia di Hikaru Sugii, character design di Ryō Ueda
- Ib -instant bullet- (Ib－インスタントバレット－) (2013-2015)
- Kaguya-sama: Love is War (2015–2022)
- Oshi no ko - My Star (推しの子) (2020–2024), illustrata da Mengo Yokoyari
- Ren'ai daikō (恋愛代行) (2023-2024), illustrata da Nishizawa 5mm

## Premi
Il manga Kaguya-sama: Love is War, nel 2019, è risultato il nono manga più venduto in Giappone, con oltre 4 milioni di copie vendute e nel 2020 è valso al suo autore il 65º Premio Shōgakukan per i manga nella categoria generale.